# Orden de batalla de la guerra franco-prusiana
La siguiente es una lista del orden de batalla de los Ejércitos francés y alemán al inicio de la guerra franco-prusiana en 1870.

## Francia
Orden de batalla al inicio de la guerra:

### Ejército del Rin
Comandante en Jefe: Emperador Napoleón III

Jefe de Estado Mayor: Mariscal Edmond Le Bœuf
- Cuerpo de Guardia Imperial: Gen. Charles Denis Bourbaki
  - 1.ª División de Infantería: Gen. Édouard-Jean-Étienne Deligny
    - 1.º Brigada: Gen. Auguste Henri Brincourt
      - 1.º Voltigeurs de la Guardia
      - 2.º Voltigeurs de la Guardia
      - Cazadores de la Guardia

    - 2.ª Brigada: Gen. Garnier
      - 3.º Voltigueurs de la Guardia
      - 4.º Voltigueurs de la Guardia

    - 1.ª División de Artillería: Tn. Cor. Gerbaut
      - 2.ª batería a pie de la Guardia (cañones de 4 libras)
      - 1.ª Batería de Metrallera de la Guardia
      - 3.º Regimiento de Ingenieros(1 compañía)

  - 2.ª División de Infantería: Gen. Joseph Alexandre Picard
    - 1.ª Brigada: Gen. Pierre Joseph Jeanningros
      - Zuavos de la Guardia
      - 1.º Granaderos de la Guardia

    - 2.ª Brigada: Gen. Le Poittetin de la Croix
      - 2.º Granaderos de la Guardia
      - 3.º Granaderos de la Guardia

    - 2ª División de Artillería: Tn. Cor. de Cevilly
      - 2 baterías de Artillería a pie de la Guardia (cañones de 4 libras)
      - 1 batería de Metrallera de la Guardia
      - 3º Regimiento de Ingenieros (1 compañía)

  - División de Caballería: Gen. Desvaux
    - 1ª Brigada: Gen. Halna du Fretay
      - Guías
      - Cazadores de la Guardia

    - 2ª Brigada: Gen. De France
      - Lanceros de la Guardia
      - Dragones de la Guardia

    - 3ª Brigada: Gen. du Preuil
      - Corazores de la Guardia
      - Carabineros de la Guardia

    - 2 baterías de Artillería Montada (cañones de 4 libras)
- 1º Cuerpo (1er corps): Mariscal Patrice de MacMahon
  - 1ª División de Infantería: Gen. Auguste-Alexandre Ducrot
    - 1ª Brigada: Gen. Wolff
      - 18º Regimiento de Infantería de Línea
      - 96.º Regimiento de Infantería
      - 13º Batallón de Cazadores

    - 2ª Brigada: Gen. de Postis du Houlbec
      - 45.º Regimiento de Infantería de Línea
      - 1º Regimiento de Zuavos

    - 1ª División de Artillería: Tn. Cor. Lecoeutre
      - 2 baterías de Artillería a pie (cañones de 4 libras)
      - 1 batería de Metrallera
      - 1º Regimiento de Ingenieros (1 compañía)

  - 2ª División de Infantería: Gen. Abel Douay
    - 1ª Brigada: Gen. Pelletier de Montmarie
      - 50.º Regimiento de Infantería de Línea
      - 74.º Regimiento de Infantería de Línea
      - 16º Batallón de Cazadores

    - 2ª Brigada: Gen. Pelle
      - 78.º Regimiento de Infantería de Línea
      - 1º Regimiento de Turcos

    - 2ª División de Artillería: Tn. Cor. Cauvet
      - 2 baterías de Artillería a pie (cañones de 4 libras)
      - 1 batería de Metrallera
      - 1º Regimiento de Ingenieros (1 compañía)

  - 3ª División de Infantería: Gen. Raoult
    - 1ª Brigada: Gen. L'Heriller
      - 2º Regimiento de Zuavos
      - 36º Regimiento de Infantería de Línea
      - 8º Batallón de Cazadores

    - 2ª Brigada: Gen. Lefebvre
      - 2º Regimiento de Turcos
      - 48.º Regimiento de Infantería de Línea

    - 3ª División de Artillería: Tn. Cor. Cheguillaume
      - 2 baterías de Artillería a pie (cañones de 4 libras)
      - 1 batería de Metrallera
      - 1º Regimiento de Ingenieros (1 compañía)

  - 4º División de Infantería: Gen. Lartigue
    - 1ª Brigada: Gen. Fraboulet de Kerleade
      - 3º Regimiento de Zuavos
      - 56.º Regimiento de Infantería de Línea
      - 1º Batallón de Cazadores

    - 2ª Brigada: Gen. Charles Nicolas Lacretelle
      - 3º Regimiento de Turcos
      - 87.º Regimiento de Infantería de Línea

    - 4ª División de Artillería: Tn. Cor. Lamande
      - 2 baterías de Artillería a pie (cañones de 4 libras)
      - 1 batería de Metrallera
      - 1º Regimiento de Ingenieros (1 compañía)

  - División de Caballería: Gen. Duhesme
    - 1ª Brigada: Gen. de Septeuil
      - 3º Regimiento de Húsares
      - 11º Regimiento de Cazadores

    - 2ª Brigada: Gen. de Nansouty
      - 2º Regimiento de Lanceros
      - 3º Regimiento de Lanceros
      - 10º Regimiento de Drangones

    - 3ª Brigada: Gen. Michel
      - 8º Regimiento de Coraceros
      - 9º Regimiento de Coraceros

  - Artillería de Reserva: Cor. de Vassart
    -       - 2 baterías a pie (cañones de 4 libras)
      - 2 baterías a pie (cañones de 12 libras)
      - 4 baterías de Artillería Montada
      - 1º Regimiento de Ingenieros (1 compañía)
- 2º Cuerpo (2e corps): Gen. Charles Auguste Frossard
  - 1ª División de Infantería: Gen. Verge
    - 1ª Brigada: Gen. Letellier Valaze
      - 32º Regimiento de Infantería de Línea
      - 55.º Regimiento de Infantería de Línea
      - 3º Batallón de Cazadores

    - 2ª Brigada: Jolivet
      - 76.º Regimiento de Infantería de Línea
      - 77.º Regimiento de Infantería de Línea

    - 1.ª División de Artillería: Tn. Cor. Chavaudret
      - 2 baterías de Artillería a pie (cañones de 4 libras)
      - 1 batería de Metrallera
      - 3º Regimiento de Ingenieros (1 compañía)

  - 2ª División de Infantería: Gen. Henri Jules Bataille
    - 1ª Brigada: Gen. Pouget
      - 8º Regimiento de Infantería de Línea
      - 23º Regimiento de Infantería de Línea
      - 12º Batallón de Cazadores

    - 2ª Brigada: Gen. Fauvart-Bastoul
      - 66º Regimiento de Infantería de Línea
      - 67.º Regimiento de Infantería de Línea

    - 2ª División de Artillería: Ten. Cor. de Maintenant
      - 2 baterías de Artillería a pie (cañones de 4 libras)
      - 1 batería de Metrallera
      - 3º Regimiento de Ingenieros (1 compañía)

  - 3ª División de Infantería: Gen. Jules de Laveaucoupet
    - 1ª Brigada: Gen. Doens
      - 2.º Regimiento de Infantería de Línea
      - 63.er Regimiento de Infantería de Línea
      - 10.º Batallón de Cazadores

    - 2.ª Brigada: Gen. Michelet
      - 24.º Regimiento de Infantería de Línea
      - 40.º Regimiento de Infantería de Línea

    - 3.ª División de Artillería: Tn. Cor. Larrogue
      - 2 baterías de Artillería a pie (cañones de 4 libras)
      - 1 batería de Metrallera
      - 3.º Regimiento de Ingenieros (1 compañía)

  - División de Caballería: Gen. Marmier
    - 1ª Brigada: Gen. de Valabregue
      - 4º Regimiento de Cazadores
      - 5º Regimiento de Cazadores

    - 2ª Brigada: Gen. Bachelier
      - 7º Regimiento de Dragones
      - 12º Regimiento de Dragones

  - Artillería de Reserva: Cor. Beaudouin
    -       - 2 baterías a pie (cañones de 4 libras)
      - 2 baterías a pie ( cañones de 12 libras)
      - 4 baterías de Artillería Montada
      - 3º Regimiento de Ingenieros (2 compañías )
- 3º Cuerpo (3e corps): Mariscal Achille Bazaine
  - 1ª División de Infantería 
    - 1ª Brigada: Gen. Montaudon
      - 51.er Regimiento de Infantería de Línea
      - 62.º Regimiento de Infantería de Línea
      - 18º Batallón de Cazadores

    - 2ª Brigada: Gen. Justin Clinchant
      - 81.er Regimiento de Infantería de Línea
      - 95.º Regimiento de Infantería de Línea

    - 1.ª División de Artillería: Tn. Cor. Fourgous
      - 2 baterías de Artillería a pie (cañones de 4 pulgadas)
      - 1 batería de Metrallera

  - 2ª División de Infantería: Gen. Armand Alexandre de Castagny
    - 1ª Brigada: Gen. Nayral
      - 19º Regimiento de Infantería de Línea
      - 41º Regimiento de Infantería de Línea
      - 15º Batallón de Cazadores

    - 2ª Brigada: Gen. Duplessis
      - 69.º Regimiento de Infantería de Línea
      - 90.º Regimiento de Infantería de Línea

    - 2.ª División de Artillería: Tn. Cor. Delange
      - 2 baterías de Artillería a piea (cañones de 4 libras)
      - 1 batería de Metrallera
      - 1º Regimiento de Ingenieros (1 compañía)

  - 3ª División de Infantería: Gen. Metman
    - 1ª Brigada: Gen. de Potier
      - 7º Regimiento de Infantería de Línea
      - 29º Regimiento de Infantería de Línea
      - 7º Batallón de Cazadores

    - 2ª Brigada: Gen. Eugène Arnaudeau
      - 59.º Regimiento de Infantería de Línea
      - 71.er Regimiento de Infantería de Línea

    - 3.ª División de Artillería: Tn. Cor. Sempe
      - 2 baterías de Artillería a pie (cañones de 4 libras)
      - 1 batería de Metrallera
      - 1º Regimiento de Ingenieros (1 compañía)

  - 4ª División de Infantería: Gen. Claude Théodore Decaen
    - 1ª Brigada: Gen. de Brauer
      - 44.º Regimiento de Infantería de Línea
      - 60.º Regimiento de Infantería de Línea
      - 11º Batallón de Cazadores

    - 2ª Brigada: Gen. Sanle-Ferriere
      - 80.º Regimiento de Infantería de Línea
      - 85.º Regimiento de Infantería de Línea

    - 4.ª División de Artillería: Tn. Cor. Maucoutant
      - 2 baterías de Artillería a pie (cañones de 4 libras)
      - 1 batería de Metrallera
      - 1º Regimiento de Ingenieros (1 compañía)

  - División de Caballería: Gen. de Cleraembault
    - 1ª Brigada: Gen. de Bruchard
      - 2º Regimiento de Cazadores
      - 3º Regimiento de Cazadores
      - 10º Regimiento de Cazadores

    - 2ª Brigada: Gen. Maubranches
      - 2º Regimiento de Dragones
      - 4º Regimiento de Dragones

    - 3ª Brigada: Barón de Juniac
      - 5º Regimiento de Dragones
      - 8º Regimiento de Dragones

  - Artillería de Reserva: Cor. de Lajaille
    -       - 2 baterías de Artillería a pie (cañones de 4 libras)
      - 2 baterías de Artillería a pie (cañones de 12 libras)
      - 4 baterías de Artillería Montada
      - 2º Regimiento de Ingenieros  (1 y 1/2 compañías)
- 4º Cuerpo (4e corps): Gen. Paul de Ladmirault
  - 1ª División de Infantería: Gen. Ernest Courtot de Cissey
    - 1ª Brigada: Gen. Count Brayer
      - 1º Regimiento de Infantería de Línea
      - 6º Regimiento de Infantería de Línea
      - 20º Batallón de Cazadores

    - 2ª Brigada: Gen. de Golberg
      - 57.º Regimiento de Infantería de Línea
      - 73.er Regimiento de Infantería de Línea

    - 1.ª División de Artillería: Tn. Cor. de Narp
      - 2 baterías de Artillería a pie (cañones de 4 libras)
      - 1 batería de Metrallera
      - 2º Regimiento de Ingenieros (1 compañía)

  - 2ª División de Infantería: Gen. Grenier
    - 1ª Brigada: Gen. Bellecourt
      - 13º Regimiento de Infantería de Línea
      - 43.er Regimiento de Infantería de Línea
      - 5º Batallón de Cazadores

    - 2ª Brigada: Gen. Pradier
      - 64.º Regimiento de Infantería de Línea
      - 98.º Regimiento de Infantería de Línea

    - 2.ª División de Artillería: Tn. Cor. de Larminat
      - 2 baterías de Artillería a pie (cañones de 4 libras)
      - 1 batería de Metrallera
      - 2º Regimiento de Ingenieros (1 compañía)

  - 3ª División de Infantería: Gen. Conde Latrille de Lorencez
    - 1ª Brigada: Gen. Pajol
      - 15º Regimiento de Infantería de Línea
      - 33º Regimiento de Infantería de Línea
      - 2º Batallón de Cazadores

    - 2ª Brigada: Gen. Berger
      - 54.º Regimiento de Infantería de Línea
      - 65º Regimiento de Infantería de Línea

    - 3ª División de Artillería: Tn. Cor. Legardeur
      - 2 baterías de Artillería a pie (cañones de 4 libras)
      - 1 batería de Metrallera
      - 2º Regimiento de Ingenieros (1 compañía)

  - División de Caballería: Gen. Legrand
    - 1ª Brigada: Gen. de Montaigu
      - 2º Regimiento de Húsares
      - 7º Regimiento de Húsares

    - 2ª Brigada: Gen. de Gondrecourt
      - 3º Regimiento de Dragones
      - 11º Regimiento de Dragones

  - Artillería de Reserva: Cor. de Solille
    -       - 2 baterías de Artillería a pie (cañones de 4 libras)
      - 2 baterías de Artillería a pie (cañones de 12 libras)
      - 4 baterías de Artillería Montada
      - 2º Regimiento de Ingenieros (1 compañía)
- 5º Cuerpo (5e corps): Gen. Pierre Louis Charles de Failly
  - 1ª División de Infantería: Gen. Goze
    - 1ª Brigada: Gen. Grenier
      - 11º Regimiento de Infantería de Línea
      - 46.º Regimiento de Infantería de Línea
      - 4º Batallón de Cazadores

    - 2ª Brigada: Gen. Nicolas
      - 61.er Regimiento de Infantería de Línea
      - 86.º Regimiento de Infantería de Línea

    - 1.ª División de Artillería
      - 2 baterías de 4 libras
      - 1 batería de Metrallera

  - 2ª División de Infantería: Gen. de l'Abadie d'Aydroin
    - 1ª Brigada: Gen. Lapasset
      - 49.º Regimiento de Infantería de Línea
      - 84.º Regimiento de Infantería de Línea
      - 14º Batallón de Cazadores

    - 2ª Brigada: Gen. de Maussion
      - 88.º Regimiento de Infantería de Línea
      - 97.º Regimiento de Infantería de Línea

    - 2.ª División de Artillería 
      - 2 baterías de 4 libras
      - 1 batería de Metrallera

  - 3ª División de Infantería: Gen. Guyot de Lespart
    - 1ª Brigada: Gen. Abbatucci
      - 17º Regimiento de Infantería de Línea
      - 27º Regimiento de Infantería de Línea
      - 19º Batallón de Cazadores

    - 2ª Brigada: Gen. de Fontanges de Couzan
      - 30.º Regimiento de Infantería de Línea
      - 68.º Regimiento de Infantería de Línea

    - 3.ª División de Artillería
      - 2 baterías de 4 libras
      - 1 batería de Metrallera

  - División de Caballería: Gen. Brahaut
    - 1ª Brigada: Gen. Pierre de Bernis
      - 5º Regimiento de Cazadores
      - 12º Regimiento de Cazadores

    - 2ª Brigada: Gen. de la Mortière
      - 3º Regimiento de Lanceros
      - 5º Regimiento de Lanceros

    - División de Caballería artillera 
      - 1 batería de Artillería Montada

  - Artillería de Reserva: Cor. de Salignac-Fénelon
    -       - 2 baterías de Artillería a pie (cañones de 4 libras)
      - 2 baterías de Artillería a pie (cañones de 12 libras)
      - 2 baterías de Artillería Montada
- 6º Cuerpo (6e corps): Mariscal François Certain Canrobert
  - 1ª División de Infantería: Gen. Tixier
    - 1ª Brigada: Gen. Péchot
      - 4º Regimiento de Infantería de Línea
      - 10º Regimiento de Infantería de Línea
      - 9º Batallón de Cazadores

    - 2ª Brigada: Gen. Le Roy de Dais
      - 12º Regimiento de Infantería de Línea
      - 100º Regimiento de Infantería de Línea

    - 1ª División de Artillería
      - 2 baterías de 4 libras
      - 1 batería de Metrallera

  - 2ª División de Infantería: Gen. Bisson
    - 1ª Brigada: Gen. Noël
      - 9º Regimiento de Infantería de Línea
      - 14º Regimiento de Infantería de Línea

    - 2ª Brigada: Gen. Maurice
      - 20º Regimiento de Infantería de Línea
      - 30.º Regimiento de Infantería de Línea

    - 2.ª División de Artillería
      - 2 baterías de 4 libras
      - 1 batería de Metrallera

  - 3ª División de Infantería: Gen. La Font de Villiers
    - 1ª Brigada: Gen. Becquet de Sonnay
      - 75.º Regimiento de Infantería de Línea
      - 91.er Regimiento de Infantería de Línea

    - 2ª Brigada: Gen. Colin
      - 93.er Regimiento de Infantería de Línea

    - 3ª División Artillería 
      - 2 baterías de 4 libras
      - 1 batería de Metrallera

  - 4ª División de Infantería: Gen. Levassor-Sorval
    - 1ª Brigada: Gen. Julius Richardson de Marguenat
      - 25º Regimiento de Infantería de Línea
      - 26º Regimiento de Infantería de Línea

    - 2ª Brigada: Gen. de Chanaleilles
      - 28º Regimiento de Infantería de Línea
      - 70.º Regimiento de Infantería de Línea

    - 4ª División de Artillería 
      - 2 baterías de 4 libras
      - 1 batería de Metrallera

  - División de Caballería: Gen. de Salignac-Fénelon
    - 1ª Brigada: Gen. Tilliard
      - 1º Regimiento de Húsares
      - 6º Regimiento de Cazadores

    - 2ª Brigada: Gen. Savaresse
      - 1º Regimiento de Lanceros
      - 7º Regimiento de Lanceros

    - 3ª Brigada: Gen. de Béville
      - 5º Regimiento de Coraceros
      - 6º Regimiento de Coraceros

    - División de Caballería artillera 
      - 2 baterías de Artillería Montada

  - Artillería de Reserva: Cor. de Montluisant
    -       - 2 baterías de 4 libras
      - 2 baterías de 12 libras
      - 4 baterías de Artillería Montada
- 7º Cuerpo (7e corps): Gen.  Félix Charles Douay
  - 1ª División de Infantería: Gen. Conseil-Dumesnil
    - 1ª Brigada: Gen. Le Norman de Bretteville
      - 3º Regimiento de Infantería de Línea
      - 21º Regimiento de Infantería de Línea
      - 17º Batallón de Cazadores

    - 2ª Brigada: Gen. Maire
      - 47.º Regimiento de Infantería de Línea
      - 99.º Regimiento de Infantería de Línea

    - 1ª División de Artillería 
      - 2 baterías de 4 libras
      - 1 batería de Metrallera

  - 2ª División de Infantería: Gen. Liébert
    - 1ª Brigada: Gen.  Guiomar
      - 5º Regimiento de Infantería de Línea
      - 37º Regimiento de Infantería de Línea
      - 6º Batallón de Cazadores

    - 2ª Brigada: Gen. de la Bastide
      - 53.er Regimiento de Infantería de Línea
      - 89.º Regimiento de Infantería de Línea

    - 2ª División de Artillería
      - 2 baterías de 4 libras
      - 1 batería de Metrallera

  - 3ª División de Infantería: Gen. Dumont
    - 1ª Brigada: Gen. Bordas
      - 52.º Regimiento de Infantería de Línea
      - 72.º Regimiento de Infantería de Línea

    - 2ª Brigada: Gen. Bittard des Portes
      - 82.º Regimiento de Infantería de Línea
      - 83.er Regimiento de Infantería de Línea

    - 3ª División de Artillería
      - 2 batería de 4 libras
      - 1 batería de Metrallera

  - División de Caballería: Gen. Ameil
    - 1ª Brigada: Gen. Cambriel
      - 4º Regimiento de Húsares
      - 4º Regimiento de Lanceros
      - 8º Regimiento Lanceros

    - 2ª Brigada: Gen. Jolif du Coulombier
      - 6º Regimiento de Húsares
      - 6º Regimiento de Dragones

    - División de Caballería artillera 
      - 1 batería de Artillería Montada

  - Artillería de Reserva 
    -       - 2 baterías de 4 libras
      - 2 baterías de 12 libras
      - 2 baterías de Artillería Montada
- Cuerpo de Caballería de Reserva (Corps de réserve de cavalerie)
  - 1ª División: Gen. du Barrail
    - 1ª Brigada: Gen. Jean Auguste Margueritte
      - 1º Cazadores de África
      - 3º Cazadores de África

    - 2ª Brigada: Gen. de Lajaille
      - 2º Cazadores de África
      - 4º Cazadores de África

    - 1ª División de Artillería
      - 2 baterías de Artillería Montada

  - 2ª División: Gen. de Bonnemains
    - 1ª Brigada: Gen. Girard
      - 1º Regimiento de Coraceros
      - 2º Regimiento de Coraceros

    - 2ª Brigada (?)
      - 3º Regimiento de Coraceros
      - 4º Regimiento de Coraceros

    - 2ª División de Artillería 
      - 2 baterías de Artillería Montada

  - 3ª División: Gen. Marqués de Forton
    - 1ª Brigada: Gen. Príncipe Joaquín Murat
      - 1º Regimiento de Dragones
      - 9º Regimiento de Dragones

    - 2ª Brigada: Gen. de Grammont
      - 7º Regimiento de Coraceros
      - 10º Regimiento de Coraceros

    - 3ª División de Artillería
      - 2 baterías de Artillería Montada
- Artillería de Reserva: Gen. Cann
  - 13º Regimiento de Artillería de Campo
    - 8 baterías de 12 libras

  - 18º Regimiento de Artillería de Campo 
    - 8 baterías de artillería montada
    - 3 baterías de montaña

Las divisiones de la infantería francesa eran divisiones cuadradas, con dos brigadas de infantería con dos regimientos de infantería cada una. Generalmente, una brigada por división también tenía una batallón de infantería ligera (cazadores). Las divisiones de caballería francesa también eran generalmente cuadradas, con dos brigadas de dos regimientos cada una, pero las divisiones del del Cuerpo Imperial de Guardias, el 1º Cuerpo y el 6º Cuerpo tenían tres brigadas.

## Alemania
Orden de batalla el 1 de agosto de 1870:
Comandante en Jefe: Guillermo I (Rey de Prusia)
Jefe de Estado Mayor General: General Helmuth von Moltke

Intendente General: Generalleutnant Eugen Anton Theophil von Podbielski

Inspector-General de Artillería: General der Artillerie Gustav Eduard von Hindersin

Inspector-General de Ingenieros: Generalleutnant Franz von Kleist

Comisario-General: Generalleutnant Albrecht von Stosch

Jefes de Departamentos: Oberstleutnant Paul Bronsart von Schellendorff; Oberstleutnant Julius von Verdy du Vernois; Oberstleutnant Karl von Brandenstein

### Primer Ejército
Comandante: General Karl Friedrich von Steinmetz (después General von Manteuffel)
Jefe de Estado Mayor: Generalmajor Oskar von Sperling
- VII Cuerpo de Ejército (VII. Armeekorps) (Westfalia): General der Infanterie Heinrich von Zastrow
  - 13.ª División de Infantería: Generalleutnant Adolf von Glümer
    - 25ª Brigada: Generalmajor Leo Barón von der Osten-Sacken
      - 1º Regimiento de Infantería de Westfalia, No. 13
      - Regimiento de Fusileros de Hannover, No. 73

    - 26ª Brigada: Generalmajor Kuno Barón von der Goltz
      - 2º Regimiento de Infantería de Westfalia, No. 15
      - 6º Regimiento de Infantería de Westfalia, No. 55

    - Agregada a la División 
      - 7º Batallón Jäger de Westfalia
      - 1º Regimiento Húsar de Westfalia, No. 8
      - Cinco baterías (dos pesadas, dos ligeras, y una de artillería montada) del 7º Regimiento de artillería de Campo
      - 2ª Compañía de Ingenieros de Campo, 7º Cuerpo
      - 3ª Compañía de Ingenieros de Campo, 7º Cuerpo

  - 14.ª División de Infantería: Generalleutnant Georg von Kameke
    - 27ª Brigada: Generalmajor Curt von François
      - Regimiento de Fusileros del Bajo Rin, No. 39
      - 1º Regimiento de Infantería de Hannover, No. 74

    - 28ª Brigada: Generalmajor Wilhelm von Woyna
      - 5º Regimiento de Infantería de Westfalia, No. 53
      - 2º Regimiento de Infantería de Hannover, No. 77

    - Agregado a la División 
      - Cuatro baterías (dos pesadas y dos ligeras) del 7º Regimiento de Artillería de Campo de Westfalia
      - Regimiento de Húsares de Hannover, No. 15
      - 1ª Compañía de Ingenieros de Campo

  - Cuerpo de Artillería: Oberst Rudolf von Helden-Sarnowski
    - Dos de artillería montada, dos ligeras, y dos baterías de campo pesadas del 7º Regimiento de Artillería de campo
    - Columnas de Munición de Artillería
    - Columnas de Munición de Infantería
    - Columnas de Pontones
    - 7º Batallón de ferrocarril de Westfalia
- VIII Cuerpo de Ejército (VIII. Armeekorps) (Provincia del Rin): General der Infanterie August Karl von Goeben
  - 15.ª División de Infantería: Generalleutnant Ludwig von Weltzien
    - 29ª Brigada: Generalmajor Karl Friedrich von Wedel
      - 33º Regimiento de Fusilieros de Prusia Oriental
      - 7º Regimiento de Infantería de Brandeburgo, No. 60

    - 30ª Brigada: Generalmajor Otto von Strubberg
      - 2º Regimiento de Infantería de la Provincia del Rin, No. 28
      - 4tº Regimiento de Infantería de Magdeburgo, No. 67

    - Agregado a la División 
      - 8º Batallón Jäger de la Provincia del Rin
      - Regimiento de Húsares del Rey (1º Rin), No. 7
      - Cuatro baterías (dos pesadas, dos ligeras) del 8º Regimiento de Artillería de Campo
      - 2ª Compañía de Ingenieros de Campo, 8º Cuerpo

  - 16.ª División de Infantería: Generalleutnant Albert von Barnekow
    - 31ª Brigada: Generalmajor Conde Neidhardt von Gneisenau
      - 3º Regimiento de Infantería de la Provincia del Rin, No. 29
      - 7º Regimiento de Infantería de la Provincia del Rin, No. 69

    - 32ª Brigada: Oberst Rudolf von Rex
      - Regimiento de Fusileros de Hohenzollern, No. 40
      - 4º Regimiento de Infantería Turingio, No. 72

    - Agregado a la División
      - 2º Regimiento de Húsares del Rin, No. 9
      - Cuatro baterías (dos pesadas, dos ligeras) del 8º Regimiento de Artillería de Campo
      - 1ª Compañía de Ingenieros de Campo, 8º Cuerpo
      - 3ª Compañía de Ingenieros de Campo, 8º Cuerpo

  - Cuerpo de Artillería: Oberst Rudolf von Broecker
    - Dos baterías de artillería montada, dos pesadas y dos ligeras de baterías de campo del 8º Regimiento de artillería de Campo
    - Columnas de munición de Artillería e Infantería y columnas de pontones del 8º Regimiento de Artillería de Campo
    - 8º Batallón de Ferrocarril Renano
- 3ª División de Caballería: Generalleutnant Count Georg von der Gröben
  - 6ª Brigada de Caballería: Generalmajor Richard von Mirus
    - Regimiento de Coraceros de la Provincia del Rin, No. 8
    - Regimiento de Ulanos de la Provincia del Rin, No. 7

  - 7ª Brigada de Caballería: Generalmajor Siegmar Count zu Dohna-Schlobitten
    - Regimiento de Ulanos de Westfalia, No. 5
    - 2º Regimiento de Ulanos de Hannover, No. 14

  - Una batería de artillería montada del 7º Regimiento de artillería de Campo de Westfalia
- I Cuerpo de Ejército (I. Armeekorps) (Prusia Oriental): General der Kavallerie Edwin Freiherr von Manteuffel[nb 1]
  - 1ª División de Infantería: Generalleutnant Georg Ferdinand von Bentheim
    - 1ª Brigada: Generalmajor Wilhelm von Gayl
      - Regimiento del Granaderos del Príncipe de la Corona (1º de Prusia Oriental), No. 1
      - 5º Regimiento de Infantería de Prusia Oriental, No. 41

    - 2ª Brigada: Generalmajor Louis von Falkenstein
      - 2º Regimiento de Granaderos de Prusia Oriental, No. 3
      - 6º Regimiento de Infantería de Prusia Oriental, No. 43

    - Agregado a la División
      - Batallón Jäger de Prusia Oriental, No. 1
      - Regimiento de Dragones Lituano , No. 1
      - Cuatro baterías (dos pesadas, dos ligeras) del 1º Regimiento prusiano oriental de artillería de Campo
      - 2ª Compañía de Ingenieros de Campo, 1º Cuerpo
      - 3ª Compañía de Ingenieros de Campo, 1º Cuerpo

  - 2ª División de Infantería: Generalleutnant Gustav von Pritzelwitz
    - 3ª Brigada: Generalmajor Albert von Memerty
      - 3º Regimiento de Granaderos de Prusia Oriental, No. 4
      - 7º Regimiento de Infantería de Prusia Oriental, No. 44

    - 4ª Brigada: Generamajor Karl von Zglinitzki
      - 4º Regimiento de Granaderos de Prusia Orietnal, No. 5
      - 8º Regimiento de Infantería de Prusia Oriental, No. 45

    - Agregado a la División 
      - Regimiento de Dragones de Prusia Oriental, No. 10
      - Cuatro baterías (dos pesadas, dos ligeras) el 1º Regimiento de Prusia Oriental de Artillería de Campo
      - 1ª Compañía de Ingenieros de Campo, 1º Cuerpo

  - Cuerpo de Artillería: Oberst Maximilian Jungé
    - Dos baterías de artillería montada, dos baterías de campo ligeras, dos baterías de campo pesadas del 1º Regimiento de Prusia Oriental de Artillería de Campo
    - Munición de Artillería e Infantería, columnas de pontones del 1º Regimiento de Artillería de Campo
    - 1º Batallón de Ferrocarril de Prusia Oriental
- 1ª División de Caballería: Generalleutnant Julius von Hartmann
  - 1ª Brigada de Caballería: Generalmajor Hermann von Lüderitz
    - 2º Regimiento de Coraceros (Pomerano) "Reina", No. 2
    - 1º Regimiento Pomerano de Ulanos, No. 4
    - 2º Regimiento Pomerano de Ulanos, No. 9

  - 2ª Brigada de Caballería: Generalmajor August von Baumgarth
    - Regimiento de Coraceros de Prusia Oriental, No. 3
    - Regimiento de Ulanos de Prusia Oriental, No. 8
    - Regimiento de Ulanos Lituano, No. 12

  - Una batería de artillería montada del 1º Regimiento (Prusia Oriental) de artillería de campo

### Segundo Ejército
Comandante: General der Kavallerie Príncipe Federico Carlos de Prusia
Jefe de Estado Mayor: Oberst Gustav von Stiehle
- Cuerpo de Guardia (Gardekorps): General der Kavallerie Príncipe Augusto de Wurtemberg
  - 1ª División de Infantería de la Guardia 
    - 1ª Brigada de Infantería de la Guardia
      - 1º Infantería de la Guardia
      - 3º Infantería de la Guardia
      - Fusileros de la Guardia

    - 2ª Brigada de Infantería de la Guardia
      - 2º Infantería de la Guardia
      - 4º Infantería de la Guardia

    - Tropas divisionales 
      - Batallón Jäger de la Guardia
      - Húsares de la Guardia
      - 1º Batallón de Infantería, Artillería de la Guardia

  - 2ª División de Infantería de la Guardia
    - 3ª Brigada de Infantería de la Guardia
      - 1º Granaderos de la Guardia
      - 3º Granaderos de la Guardia

    - 4ª Brigada de Infantería de la Guardia
      - 2º Granaderos de la Guardia
      - 4º Granaderos de la Guardia

    - Tropas divisionales 
      - Batallón de Rifles de la Guardia
      - 2º Ulanos de la Guardia
      - 3º Batallón de Infantería, Artillería de la Guardia

  - División de Caballería de la Guardia 
    - 1ª Brigada de Caballería de la Guardia
      - Cuerpo de Guardias
      - Coraceros de la Guardia

    - 2ª Brigada de Caballería de la Guardia
      - 1º Ulanos de la Guardia
      - 3º Ulanos de la Guardia

    - 3ª Brigada de Caballería de la Guardia
      - 1º Dragones de la Guardia
      - 2º Dragones de la Guardia

  - Cuerpo de Artillería
    - 2º Batallón a pie, Artillería de la Guardia
    - Batallón de Artillería Mongada, Artillería de la Guardia
    - Batallón de Ferrocarril de la Guardia
    - Batallón de Ingenieros de la Guardia
- III Cuerpo de Ejército (III. Armeekorps) (Brandeburgo): Generalleutnant Constantin von Alvensleben
  - 5ª División de Infantería: Generalleutnant Ferdinand von Stülpnagel
    - 9ª Brigada: Generalmajor Wilhelm von Doering
      - Leib-Grenadier Regiment (1º Brandeburgo), No. 8
      - 5º Regimiento de Infantería de Brandeburgo, No. 48

    - 10.ª Brigada: Generalmajor Kurt von Schwerin
      - 2º Regimiento de Granaderos de Brandeburgo, No. 12
      - 6º Regimiento de Infantería de Brandeburgo, No. 52

    - Agregado a la División
      - Batallón Jäger de Brandeburgo, No. 3
      - 2º Regimiento de Dragones de Brandeburgo, No. 12
      - Cuatro baterías (dos pesadas, dos ligera) el Regimiento de Brandeburgo de Artillería de Campo, No. 3
      - 3ª Compañía de Ingenieros de Campo, 3º Cuerpo

  - 6ª División de Infantería: Generalleutnant Gustav Freiherr von Buddenbrock
    - 11.ª Brigada: Generalmajor Louis von Rothmaler
      - 3º Regimiento de Infantería de Brandeburgo, No. 20
      - Regimiento de Fusileros de Brandeburgo, No. 35

    - 12.ª Brigada: Oberst Hugo von Bismarck
      - 4º Regimiento de Infantería de Brandeburgo, No. 24
      - 8º Regimiento de Infantería de Brandeburgo, No. 64

    - Agregado a la División
      - 1º Regimiento de Dragones de Brandeburgo, No. 2
      - Cuatro baterías (dos pesadas, dos ligeras) del Regimiento de Brandeburgo de Artillería de Campo, No. 3
      - 2ª Compañía de Ingenieros de Campo, 3º Cuerpo

  - Cuerpo de Artillería: Oberst Julius von Dresky und Merzdorf
    - Dos baterías de artillería mondada, dos baterías de campo ligeras, dos baterías de campo pesadas del Regimiento de Brandeburgo de Artillería de Campo, No. 3
    - 1ª Compañía de Ingenieros de Campo, 3º Cuerpo
    - Munición de Artillería e Infantería, columnas de pontones del Regimiento de Artillería de Campo de Brandeburgo, No. 3
    - Batallón de Ferrocarril de Brandeburgo
- IV Cuerpo de Ejército (IV. Armeekorps) (Provincias de Sajonia y Anhalt): General der Infanterie Gustav von Alvensleben
  - 7ª División de Infantería: Generalleutnant Julius von Groß genannt von Schwarzhoff
    - 13.ª Brigada: Generalmajor August von Borries
      - 1º Regimiento de Infantería de Magdeburgo, No. 26
      - 3º Regimiento de Infantería de Magdeburgo, No. 66

    - 14.ª Brigada: Generalmajor Franz von Zychlinski
      - 2º Regimiento de Infantería de Magdeburgo, No. 27
      - Regimiento de Infantería de Anhalt, No. 93

    - Agregado a la División
      - Batallón Jäger de Magdeburgo, No. 4
      - Regimiento de Dragones de Westfalia, No. 7
      - Cuatro baterías (dos pesadas, dos ligeras) del Regimiento de Artillería de Campo de Magdeburgo
      - 2ª Compañía de Ingenieros de Campo, 4º Cuerpo
      - 3ª Compañía de Ingenieros de Campo, 4º Cuerpo

  - 8ª División de Infantería: Generalleutnant Alexander von Schoeler
    - 15.ª Brigada: Generalmajor Friedrich von Kessler
      - 1º Regimiento de Infantería Turingio, No. 31
      - 3º Regimiento de Infantería Turingio, No. 71

    - 16.ª Brigada: Oberst Karl von Scheffler
      - Regimiento de Fusileros de Schleswig-Holstein, No. 86
      - 7º Regimiento de Infantería Turingio, No. 96

    - Agregado a la División 
      - Regimiento de Húsares Turingio, No. 12
      - Cuatro baterías (dos pesadas, dos ligeras) del Regimiento de Magdeburgo de Artillería de Campo, No. 4
      - 1ª Compañía de Ingenieros de Campo, 4º Cuerpo

  - Cuerpo de Artillería: Oberst Albert Crusius
    - Dos baterías de artillería montada, dos baterías de campo ligeras, dos baterías de campo pesadas del Regimiento de Artillería de Campo de Magdeburgo, No. 4
    - Munición de Artillería e Infantería, y columnas de pontones del Regimiento de Magdeburgo de artillería de campo, No. 4
    - Batallón de Ferrocarril de Magdeburgo, No. 4
- IX Cuerpo de Ejército (IX. Armeekorps) (Schleswig-Holstein y Hesse): General der Infanterie Albrecht Gustav von Manstein
  - 18.ª División de Infantería: Generalleutnant Karl von Wrangel
    - 35.ª Brigada: Generalmajor Heinrich von Blumenthal
      - Regimiento de Fusileros de Magdeburgo, No. 36
      - Regimiento de Infantería de Schleswig, No. 84

    - 36ª Brigada: Generalmajor Ferdinand von Below
      - 2º Regimiento de Granaderos Silesio, No. 11
      - Regimiento de Infantería de Holstein, No. 85

    - Agregado a la División 
      - Batallón Jäger de Lauenburg, No. 9
      - Regimiento de Dragones de Magdeburgo, No. 6
      - Cuatro baterías (dos pesadas, dos ligeras) del Regimiento de Artillería de Campo de Schleswig-Holstein, No. 9
      - 2ª Compañía de Ingenieros de Campo, 9º Cuerpo
      - 3ª Compañía de Ingenieros de Campo, 9º Cuerpo

  - 25ª División de Infantería Gran Ducal de Hesse: Generalleutnant Príncipe Luis de Hesse
    - 49.ª Brigada: Generalmajor Ludwig von Wittich
      - 1º Regimiento de Infantería (Guardia Personal)
      - 2º Regimiento de Infantería (Gran Duque)
      - 1º Batallón (Guardia) Jäger

    - 50.ª Brigada: Oberst Ludwig von Lyncker
      - 3º Regimiento de Infantería
      - 4º Regimiento de Infantería
      - 2º Batallón Jäger

    - (25ª) Brigada de Caballería: Generalmajor Ludwig Barón von Schlotheim
      - 1º Regimiento Reiter (Guard Cheveauxlegers)
      - 2º Regimiento Reiter (Leib Chevauxlegers)
      - Una batería de artillería montada, cinco baterías de campo (dos pesadas, tres ligeras)
      - Compañía de Ingenieros

  - Cuerpo de Artillería: Oberst Hans Karl Wilhelm von Jagemann
    - Una batería de artillería montada, dos baterías de campo ligeras, dos baterías de campo pesadas del Regimiento de Artillería de Campo de Schleswig-Holstein, No. 9
- X Cuerpo de Ejército (X. Armeekorps) (Hannover, Oldenburgo y Brunswick): General der Infanterie Konstantin Bernhard von Voigts-Rhetz
  - 19.ª División de Infantería: Generalleutnant Emil von Schwartzkoppen
    - 37.ª Brigada: Oberst Peter von Lehmann
      - Regimiento de Infantería de Frisia Oriental, No. 78
      - Regimiento de Infantería de Oldenburgo, No. 91

    - 38.ª Brigada: Generalmajor Georg von Wedell
      - 3º Regimiento de Infantería de Westfalia, No. 16
      - 8º Regimiento de Infantería de Westfalia, No. 57

    - Agregado a la División 
      - 1º Regimiento de Dragones de Hannover, No. 9
      - Cuatro baterías (dos pesadas, dos ligeras) del Regimiento de Artillería de Campo de Hannover, No. 10
      - 2ª Compañía de Ingenieros de Campo, 10º Cuerpo
      - 3ª Compañía de Ingenieros de Campo, 10º Cuerpo

  - 20.ª División de Infantería: Generalmajor Alexander von Kraatz-Koschlau
    - 39.ª Brigada: Generalmajor Emil von Woyna
      - 7.º Regimiento de Infantería de Westfalia, No. 56
      - 3.er Regimiento de Infantería de Hannover, No. 79

    - 40.ª Brigada: Generalmajor Karl von Diringshofen
      - 4.º Regimiento de Infantería de Westfalia, No. 17
      - Regimiento de Infantería de Brunswick, No. 92

    - Agregado a la División 
      - Batallón Jäger de Hannover, No. 10
      - 2º Regimiento de Dragones de Hannover, No. 16
      - Cuatro baterías (dos pesadas, dos ligeras9 del Regimiento de Artillería de Campo de Hannover, No. 10
      - 1ª Compañía de Ingenieros de Campo, 10º Cuerpo

  - Cuerpo de Artillería: Oberst Moritz Barón von der Goltz
    - Dos baterías de artillería montada, dos baterías de campo ligeras, dos baterías de campo pesadas del Regimiento de Artillería de Campo de Hannover, No. 10
    - Munición de Artillería e Infantería del Regimiento de Artillería de Campo de Hannover, No. 10
    - Batallón de Ferrocarril de Hannover, No. 10
- XII (Real Sajón) Cuerpo de Ejército (XII. (Kgl. Sächs.) Armeekorps): Príncipe de la Corona Alberto de Sajonia
  - 23ª (Real Sajona) División de Infantería: Generalleutnant S.A.R. Príncipe Jorge de Sajonia, después Generalmajor von Montbé
    - 1ª Brigada, No. 45: Generalmajor Ernst von Craushaar
      - 1º Regimiento (Leib) de Granaderos, No. 100
      - 2º Regimiento  (Rey Guillermo de Prusia) de Granaderos, No. 101
      - Regimiento de Rifle, No. 108

    - 2ª Brigada, No. 46: Oberst Alban von Montbé
      - 3º Regimiento de Infantería (Príncipe de la Corona), No. 102
      - 4º Regimiento de Infantería No. 103

    - Agregado a la División 
      - 1º Regimiento Reiter (Príncipe de la Corona)
      - Cuatro baterías (dos pesadas, dos ligeras del 12º Regimiento de Artillería de Campo
      - 2ª Compañía del 12º Batallón de Ingenieros
      - 4ª Compañía del 12º Batallón de Ingenieros

  - 24ª (Real Sajona) División de Infantería: Generalmajor Gustav Erwin Nehrhoff von Holderberg
    - 3ª Brigada, No. 47: Generalmajor August Emil Tauscher
      - 5º Regimiento de Infantería (Príncipe Federico Augusto), No. 104
      - 6º Regimiento de Infantería, No. 105
      - 1º Batallón Jäger (Príncipe de la Corona), No. 12

    - 4ª Brigada, No. 48: Oberst Julius von Schulz
      - 7º Regimiento de Infantería (Príncipe Jorge), No. 106
      - 8º Regimiento de Infantería, No. 107
      - 2º Batallón Jäger, No. 13

    - Agregado a la División 
      - 2º Regimiento Reiter
      - Cuatro baterías (dos pesadas, dos ligeras) del 12º Regimiento de Artillería de Campo
      - 3ª compañía del 12º Batallón de Ingenieros

  - 12.ª División de Caballería: Generalmajor Franz Conde de Lippe
    - 1ª Brigada de Caballería, No. 23: Generalmajor Karl Krug von Nidda
      - Regimiento Reiter de la Guardia
      - 1º Regimiento de Ulanos, No. 17

    - 2ª Brigada de Caballería, No. 24: Generalmajor Hugo Senfft von Pilsach
      - 3º Regimiento Reiter
      - 2º Regimiento de Ulanos, No. 18

    - Agregado a la División 
      - Una batería de artillería montada del 12º Regimiento de Artillería de Campo

  - Cuerpo de Artillería: Oberst Bernhard Oskar von Funcke
    - Una batería de artillería montada, tres baterías de campo ligeras, tres baterías de campo pesadas del 12º Regimiento de Artillería de Campo.
    - Munición de Artillería e Infantería y columnas de pontones del 12º Regimiento de Artillería de Campo
    - 12º Batallón de Ferrocarril
- 5ª División de Caballería: Generalleutnant Albert Barón von Rheinbaben
  - 11.ª Brigada de Caballería: Generalmajor Adalbert von Barby
    - Regimiento de Coraceros de Westfalia, No. 4
    - 1º Regimiento de Ulanos de Hannover, No. 13
    - Regimiento de Dragones de Oldenburgo, No. 19

  - 12.ª Brigada de Caballería: Generalmajor Adalbert von Bredow
    - Regimiento de Coraceros de Magdeburgo, No. 7
    - Regimiento de Ulanos de Altmark, No. 16
    - Regimiento de Dragones de Schleswig-Holstein, No. 13

  - 13.ª Brigada de Caballería: Generalmajor Hermann von Redern
    - Regimiento de Húsares de Magdeburgo, No. 10
    - 21 Regimiento de Húsares de Westfalia, No. 11
    - Regimiento de Húsares de Brunswick, No. 17

  - Agregado a la División 
    - Dos baterías de artillería montada
- 6ª División de Caballería: Generalleutnant S.A.S. Duque Guillermo de Mecklemburgo-Schwerin
  - 14.ª Brigada de Caballería: Generalmajor Otto Barón von Diepenbroick-Grüter
    - Regimiento de Coraceros de Brandeburgo, No. 6 (emperador Nicolás I de Rusia)
    - 1º Regimiento de Ulanos de Brandeburgo, No. 3 (emperador de Rusia)
    - Regimiento de Ulanos de Schleswig-Holstein, No. 15

  - 15.ª Brigada de Caballería: Generalmajor Gustav Waldemar von Rauch
    - 3º Regimiento de Húsares “von Zieten”
    - 16º Regimiento de Húsares

  - Agregado a la División
    - Una batería de artillería montada
- II Cuerpo de Ejército (II. Armeekorps) (Pomerania): General der Infanterie Eduard von Fransecky[nb 2]
  - 3ª División de Infantería: Generalmajor Ernst von Hartmann
    - 5ª Brigada: Generalmajor Heinrich von Koblinski
      - Regimiento de Granaderos Rey Federico Guillermo IV. (1º Pomerano), No. 2
      - 5º Regimiento de Infantería Pomerano, No. 42

    - 6ª Brigada: Oberst Eberhard von der Decken
      - 3º Regimiento de Infantería Pomerano, No. 14
      - 7º Regimiento de Infantería Pomerano, No. 54

    - Agregado a la División 
      - Batallón Jäger Pomerano, No. 2
      - Regimiento de Dragones de Neumark, No. 3
      - Cuatro baterías (dos pesadas, dos ligeras) del 2º Regimiento Pomerano de Artillería de Campo
      - 1ª Compañía de Ingenieros de campo, 2º Cuerpo

  - 4ª División de Infantería: Generalleutnant Hann von Weyhern
    - 7ª Brigada: Generalmajor Albert von Trossel
      - Regimiento de Granaderos de Colberg (2º Pomerano), No. 9
      - 6º Regimiento de Infantería Pomerano, No. 49

    - 8ª Brigada: Generalmajor Karl von Kettler
      - 4º Regimiento de Infantería Pomerano, No. 21
      - 8º Regimiento de Infantería Pomerano, No. 61

    - Agregado a la División 
      - Regimiento de Dragones Pomerano, No. 11
      - Cuatro baterías (dos pesadas, dos ligeras) del Regimiento de Artillería de Campo Pomerano, No. 2
      - 2ª Compañía de Ingenieros de Campo, 2º Cuerpo
      - 3ª Compañía de Ingenieros de Campo, 2º Cuerpo

  - Cuerpo de Artillería: Oberst Wilhelm Petzel
    - Dos baterías de artillería montada, dos baterías de campo ligeras, dos baterías de campo pesadas del Regimiento de Artillería de Campo, No. 2
    - Munición de Artillería e Infantería y columnas de pontones del Regimiento de Artillería de Campo Pomerano , No. 2
    - Batallón de Ferrocarril Pomerano, No. 2

### Tercer Ejército
Comandante: Príncipe de la Corona de Prusia
Jefe de Estado Mayor: Generalleutnant Leonhard von Blumenthal
- V Cuerpo de Ejército (V. Armeekorps) (Posen y Liegnitz): Generalleutnant Hugo von Kirchbach
  - 9ª División de Infantería: Generalmajor Karl Gustav von Sandrart
    - 17.ª Brigada: Oberst Alfred von Bothmer
      - 3º Regimiento de Infantería de Posen, No. 58
      - 4º Regimiento de Infantería de Posen, No. 59

    - 18.ª Brigada: Generalmajor William von Voigts-Rhetz
      - Regimiento de Granaderos del Rey (2º de Prusia Occidental), No. 7
      - 2º Regimiento de Infantería de Baja Silesia, No. 47

    - Agregado a la División:
      - 1º Batallón Jäger Silesio, No. 5
      - 1º Regimiento de Dragones Silesio, No. 4
      - Cuatro baterías (dos pesadas, dos ligeras) del Regimiento de Artillería de Campo de Baja Silesia, No. 5
      - 1ª Compañía de Ingenieros de Campo, 5º Cuerpo

  - 10.ª División de Infantería: Generalleutnant Christoph von Schmidt
    - 19.ª Brigada: Oberst Otto von Henning auf Schönhoff
      - 1º Regimiento de Granaderos de Prusia Occidental, No. 6
      - 1º Regimiento de Infantería de Baja Silesia, No. 46

    - 20.ª Brigada: Generalmajor Rudolf Walther von Montbary
      - Regimiento de Fusileros de Westfalia, No. 37
      - 3º Regimiento de Infantería de Baja Silesia, No. 50

    - Agregado a la División:
      - Regimiento de Dragones de Kurmark, No. 14
      - Cuatro baterías (dos pesadas, dos ligeras) del Regimiento de Artillería de Campo, No. 5
      - 2ª Compañía de Ingenieros de Campo, 5º Cuerpo
      - 3ª Compañía de Ingenieros de Campo, 5º Cuerpo

  - Cuerpo de Artillería: Oberstleutnant Gustav Köhler
    - Dos baterías de artillería montada, dos baterías de campo ligeras, dos baterías de campo pesadas del Regimiento de Artillería de Campo de Baja Silesia, No. 5
    - Munición de Artillería e Infantería, y columnas de pontones del Regimiento de Artillería de Campo, No. 5
    - Batallón de Ferrocarril de Baja Silesia, No. 5
- XI Cuerpo de Ejército (XI. Armeekorps) (Hesse, Nassau, Sajonia-Weimar etc.): Generalleutnant Julius von Bose
  - 21.ª División de Infantería: Generalleutnant Hans von Schachtmeyer
    - 41.ª Brigada: Oberst Hermann von Koblinski
      - Regimiento de Fusileros de Hesse, No. 80
      - 1.er{{{2}}} Regimiento de Infantería de Nassau, No. 87

    - 42 ª Brigada: Generalmajor Hugo von Thiele
      - 2.º Regimiento de Infantería de Hesse, No. 82
      - 2º Regimiento de Infantería de Nassau, No. 88

    - Agregado a la División:
      - Batallón Jäger de Hesse, No. 11
      - 2º Regimiento de Húsares de Hesse, No. 14
      - Cuatro baterías (dos pesadas, dos ligeras) del Regimiento de Artillería de Campo de Hesse, No. 11
      - 1ª Compañía de Ingenieros de Campo, 11º Cuerpo

  - 22º División de Infantería: Generalleutnant Hermann von Gersdorff
    - 43.ª Brigada: Oberst Hermann von Kontzki
      - 2º Regimiento de Infantería Turingio, No. 32
      - 6º Regimiento de Infantería Turingio, No. 95

    - 44.ª Brigada: Generalmajor Bernhard von Schkopp
      - 3º Regimiento de Infantería de Hesse, No. 83
      - 5º Regimiento de Infantería Turingio, No. 94

    - Agregado a la División:
      - 1º Regimiento de Húsares de Hesse, No. 13
      - Dos baterías (dos pesadas, dos ligeras) del Regimiento de Artillería de Campo de Hesse
      - 2ª Compañía de Ingenieros de Campo, 11º Cuerpo
      - 3ª Compañía de Ingenieros de Campo, 11º Cuerpo

  - Cuerpo de Artillería: Oberst Hermann von Oppeln-Bronikowski
    - Dos baterías de artillería montada, dos baterías de campo ligeras, dos baterías de campo pesadas del Regimiento de Artillería de Campo de Hesse, No. 11
    - Munición de Artillería e Infantería, columnas de pontones del Regimiento de Artillería de Campo No. 11
    - Batallón de Ferrocarril de Hesse, No. 11
- I Cuerpo Real Bávaro (Kgl. Bayer. I. Korps): General der Infanterie Ludwig Freiherr von der Tann
  - 1ª División Real Bávara: Generalleutnant Baptist von Stephan
    - 1ª Brigada: Generalmajor Karl Dietl
      - Regimiento de Infantería Real Bávaro de Defensa Personal
      - Dos batallones del 1º Regimiento de Infantería (del Rey)
      - 2º Batallón Jäger

    - 2ª Brigada: Generalmajor Karl von Orff
      - 2º Regimiento de Infantería (del Príncipe de la Corona)
      - Dos batallones del 11º Regimiento de Infantería (v. d. Tann)
      - 4º Batallón Jäger

    - Agregado a la División:
      - 9º Batallón Jäger
      - 3º Regimiento Chevauxlegers (Duque Maximiliano)
      - Dos baterías de 4 libras y dos de 6 libras

  - 2ª División Real Bávara: Generalleutnant Karl Conde Pappenheim
    - 3ª Brigada: Generalmajor Ignaz Schumacher
      - 3º Regimiento de Infantería (Príncipe Carlos de Baviera)
      - Dos batallones del 12º Regimiento de Infantería (Reina Amalia de Grecia)
      - 1º Batallón Jäger

    - 4ª Brigada: Generalmajor Rudolph Barón von der Tann-Rathsamhausen
      - 10º Regimiento de Infantería (Príncipe Luis)
      - Dos batallones del 13º Regimiento de Infantería (emperador Francisco José de Austria)
      - 7ª Batallón Jäger

    - Agregado a la División:
      - 4º Regimiento Chevauxlegers del Rey
      - Dos baterías de 4 libras y dos de 6 libras

  - Brigada de Coraceros: Generalmajor Johann Baptist von Tausch
    - 1º Regimiento de Coraceros (Príncipe Carlos de Baviera)
    - 2º Regimiento de Coraceros (Príncipe Adalberto)
    - 6º Regimiento Chevauxlegers (Gran Duque Constantine Nicolajusitch)
    - Una batería de artillería montada

  - Brigada de Artillería de Reserva: Oberst Heinrich Bronzetti
    - 1ª División. Do baterías de 6 libras, una de 4 libras
    - 2ª División. Dos baterías de 6 libras
    - 3ª División. Dos baterías de 6 libras
    - 1ª División de Ingenieros de Campo
- II Cuerpo Real Bávaro (Kgl. Bayer. II. Korps): General der Infanterie Jakob von Hartmann
  - 3ª División Real Bávara: Generalleutnant Friedrich Wilhelm Walther von Walderstötten
    - 5ª Brigada: Generalmajor Wilhelm von Schleich
      - 6º Regimiento de Infantería (Rey Guillermo de Prusia)
      - Dos batallones del 7º Regimiento de Infantería (Hohenhausen)
      - 8º Batallón Jäger

    - 6ª Brigada: Oberst Börries von Wissell
      - Dos batallones del 14º Regimiento de Infantería (Hartmann)
      - 15º Regimiento de Infantería (Rey Juan de Sajonia)
      - 3º Batallón Jäger

    - Agregado a la División:
      - 1º Regimiento Chevauxlegers (emperador Alejandro de Rusia)
      - Dos baterías de 4 libras y dos de 6 libras

  - 4ª División Real Bávara: Generallleutnant Friedrich Conde von Bothmer
    - 7ª Brigada: Generalmajor Heinrich Ritter von Thiereck
      - Dos batallones del 5º Regimiento de Infantería (Gran Duque de Hesse)
      - 9º Regimiento de Infantería (Werde)
      - 6º Batallón Jäger

    - 8ª Brigada: Generalmajor Joseph Maillinger
      - 3º batallón del 1º Regimiento de Infantería
      - 3º batallón del 5º Regimiento de Infantería
      - 1º batallón del 7º Regimiento de Infantería
      - 3º batallón del 11º Regimiento de Infantería
      - 3º batallón del 14º Regimiento de Infantería
      - 5º Batallón de Jäger

    - Agregado de División:
      - 10º Batallón Jäger
      - 2º Regimiento Chevauxlegers
      - Dos baterías de 4 libras y dos de 6 libras

    - Brigada de Ulanos: Generalmajor Wilhelm Barón von Mulzer
      - 1º Regimiento de Ulanos (Archiduque Nicolás de Rusia)
      - 2º Regimiento de Ulanos (del Rey)
      - 5º Regimiento Chevauxlegers (Príncipe Otón)
      - Una batería de artillería montada

  - Brigada de Artillería de Reserva: Oberst Johann von Pillement
    - 1ª División: Una batería de 4 libras de artillería montada, dos de 6 libras de baterías de campo
    - 2ª División: Dos baterías de campo de 6 libras
    - 3ª División: Dos baterías de campo de 6 libras
    - 2ª División de Ingnieros de Campo
- Cuerpo Combinado de Wurtemberg-Baden (Kombiniertes Württembergisch-Badisches Korps)
  - División de Campo de Wurtemberg: Generallleutnant Hugo von Obernitz
    - 1ª Brigada de Infantería: Generalmajor Karl Bernhard von Reitzenstein
      - 1º Regimiento de Infantería(Reina Olga) (dos batallones)
      - 7º Regimiento de Infantería (dos batallones)
      - 2º Batallón Jäger

    - 2ª Brigada de Infantería: Generalmajor Adolf von Starkloff
      - 2º Regimiento de Infantería (dos batallones)
      - 5º Regimiento de Infantería (Rey Carlos)
      - 3º Batallón Jäger

    - 3ª Brigada de Infantería: Generalmajor Adolf Barón von Hügel
      - 3º Regimiento de Infantería (dos batallones)
      - 8º Regimiento de Infantería (dos batallones)
      - 1º Batallón Jäger

    - División de Caballería (Reiter-Division): Generalmajor Friedrich Conde von Scheler
      - 1º Regimiento Reiter (Rey Carlos) (cuatro escuadrones)
      - 2º Regimiento Reiter (Rey Guillermo) (dos escuadrones)
      - 4º Regimiento Reiter (Reina Olga) (cuatro escuadrones)

    - 1ª División de Artillería de Campo:
      - Dos baterías de 4 libras y una de 6 libras

    - 2ª División de Artillería de Campo 
      - Dos baterías de 4 libras y una de 6 libras

    - 3ª División de Artillería de Campo
      - Dos baterías de 4 libres y una de 6 libras

  - División de Campo de Baden: Generalleutnant Gustav von Beyer
    - 1ª Brigada de Infantería: Generalleutnant Karl du Jarrys von La Roche
      - 1º Regimiento de Leib Granaderos
      - Batallón de Fusilerso del 4º Regimiento de Infantería
      - 2º Regimiento de Granaderos (Rey de Prusia)

    - (3ª) Brigada de Infantería Combinada: Generalmajor Adolf Keller
      - 3º Regimiento de Infantería
      - 5º Regimiento de Infantería

    - Agregado a la División:
      - 3º Regimiento de Dragones (Príncipe Carlos)
      - Cuatro baterías (dos pesadas, dos ligeras)
      - Compañía de pontones

    - Brigada de Caballería: Generalmajor Udo Barón von La Roche-Starkenfels
      - 1º Regimiento de Dragones Leib
      - 2º Regimiento de Dragones (Margrave Maximiliano)
      - Una batería de artillería montada

  - Cuerpo de Artillería
    - Dos baterías de campo pesadas y dos ligeras
- 4ª División de Caballería: General der Kavallerie S.A.R. Príncipe Alberto de Prusia
  - 8ª Brigada de Caballería: Generalmajor Hiob von Hontheim
    - Regimiento de Coraceros de Prusia Occidental, No. 5
    - Regimiento de Ulanos de Posen, No. 10

  - 9ª Brigada de Caballería: Generalmajor Otto von Bernhardi
    - Regimiento de Ulanos de Prusia Occidental, No. 1
    - Regimiento de Ulanos Turingio, No. 6

  - 10.ª Brigada de Caballería: Generalmajor Rudolf von Krosigk
    - 2º Regimiento de Húsares Leib, No. 2
    - Regimiento de Dragones de la Provincia del Rin, No. 5

  - Dos baterías de artillería montada
- VI Cuerpo de Ejército (VI. Armeekorps) (Silesia): General der Kavallerie Wilhelm von Tümpling[nb 3]
  - 11.ª División de Infantería: Generalleutnant Helmuth von Gordon
    - 21ª Brigada: Generalmajor Wilhelm von Malachowski und Griffa
      - 1º Regimiento de Granaderos Silesio, No. 10
      - 1º Regimiento de Infantería de Posen, No. 18

    - 22ª Brigada: Generalmajor Alexander von Eckartsberg
      - Regimiento de Fusileros Silesio, No. 38
      - 4º Regimiento de Infantería de Baja Silesia, No. 51

    - Agregado a la División:
      - 2º Batallón Jäger Silesio, No. 6
      - 2º Regimiento de Dragones Silesio, No. 8
      - Cuatro baterías (dos pesadas, dos ligeras) del Regimiento de Artllería de Campo Silesio, No. 6
      - 3ª Compañía de Ingenieros de Campo, 6º Cuerpo

  - 12.ª División de Infantería: Generalleutnant Otto von Hoffmann
    - 23ª Brigada: Generalmajor William Hounsell von Gündell
      - 1º Regimiento de Infantería de Alta Silesia, No. 22
      - 3º Regimiento de Infantería de Alta Silesia, No. 62

    - 24ª Brigada: Generalmajor Hermann von Fabeck
      - 2º Regimiento de Infantería de Alta Silesia, No. 23
      - 4º Regimiento de Infantería de Alta Silesia, No. 63

    - Agregado a la División:
      - 3º Regimiento de Dragones Silesio, No. 15
      - Cuatro baterías (dos pesadas, dos ligeras) del Regimiento de Artillería de Campo Silesio, No. 6
      - 1ª Compañía de Ingenieros de Campo, 6º Cuerpo
      - 2ª Compañía de Ingenieros de Campo, 6º Cuerpo

  - Cuerpo de Artillería: Oberst Karl Arnold
    - Dos baterías de artillería montada, dos baterías de campo ligeras, dos baterías de campo pesadas del Regimiento de Artillería de Campo Silesio, No. 6
    - Munición de Artillería e Infantería, y columnas de pontones del Regimiento de Artillería de Campo Silesio
    - Batallón de Ferrocarril Silesio, No. 6
- 2ª División de Caballería: Generalleutnant Wilhelm Conde de Stolberg-Wernigerode
  - 3ª Brigada de Caballería: Generalmajor Enno von Colomb
    - Regimiento de Coraceros de Guardia Personal Silesio, No. 1
    - Regimiento de Ulanos Silesio, No. 2

  - 4ª Brigada de Caballería: Generalmajor Gustav Barón von Barnekow
    - 1º Regimento de Húsares Leib, No. 1
    - Regimento de Húsares Pomerano (Húsares de Blucher), No. 5

  - 5ª Brigada de Caballería: Generalmajor Friedrich von Baumbach
    - 1º Regimiento de Húsares Silesio, No. 4
    - 2º Regimiento de Húsares Silesio, No. 6

  - Dos baterías de artillería montada

### Reserva
- Comando General sobre tropas móviles en las regiones de los Cuerpos I, II, IX, y X 
  - 17.ª División de Infantería
  - División de Infantería Landwehr de la Guardia 
    - 1ª Brigada Landwehr de la Guardia 
      - 1º Regimiento Landwehr de la Guardia
      - 2º Regimiento Landwehr de la Guardia

    - 2ª Brigada Landwehr de la Guardia 
      - 1.º Regimiento de Granaderos Landwehr de la Guardia
      - 2.º Regimiento de Granaderos Landwehr de la Guardia

  - 1.ª División Landwehr 
    - 1.ª Brigada Landwehr Pomerana
      - 1.º Regimiento Combinado Landwehr Pomerano
      - 2.º Regimiento Combinado Landwehr Pomerano

    - 2.ª Brigada Landwehr Pomerana
      - 3.º Regimiento Combinado Landwehr Pomerano
      - 4.º Regimiento Combinado Landwehr Pomerano

  - 2.ª División (Brandeburgo) Landwehr 
    - 1.ª Brigada Landwehr de Brandeburgo
      - 1.º Regimiento Combinado Landwehr de Brandeburgo
      - 2.º Regimiento Combinado Landwehr de Brandeburgo

    - 2.ª Brigada Landwehr de Brandeburgo 
      - 3.º Regimiento Combinado Landwehr de Brandeburgo
      - 4.º Regimiento Combinado Landwehr de Brandeburgo

  - 3.ª División Combinada Landwehr 
    - Brigada Landwehr de Prusia Occidental
      - Regimiento Combinado Landwehr de Prusia Occidental
      - Regimiento Combinado Landwehr de Baja Silesia

    - Brigada Landwehr de Posen 
      - 1.º Regimiento Combinado Landwehr de Posen
      - 2.º Regimiento Combinado Landwehr de Posen
- 16.º Regimiento Landwehr de Caballería
- Batallones de Infantería de Reserva de la Guardia y 11 Regimientos de Artillería de Línea

## Bélgica
Aunque no era beligerante en el conflicto, el ejército belga fue movilizado y puesto en alerta en las fronteras del país por temor a una ataque preventivo por cualquier parte a través de territorio neutral durante la guerra franco-prusiana.
Comandante en Jefe: Rey Leopoldo II
Jefe de Estado Mayor: Teniente General Bruno Renard
Ministro de Defensa: Mayor General Henri Guillaume

### Ejército de Observación
El Ejército de Observación (Armée d'Observation) contaba aproximadamente con 55.000 hombres. Su papel era defender las fronteras del país.
Comandante: Teniente-General Barón Félix Chazal
Jefe de Estado Mayor: Coronel Monoyer
- 1º Cuerpo de Ejército (Ier corps d'armée)
  - Comandado por el Teniente General Sapin
- 2º Cuerpo de Ejército (IIe corps d'armée)
  - Comandado por el Príncipe Felipe
- Artillería
- Caballería de Reserva
- Unidades auxiliares (Ferrocarriles, logística, telégrafos etc.)

### Ejército de Amberes
El Ejército de Amberes (Armée d'Anvers), basado en el sistema de fortificaciones en Amberes, contaba con aproximadamente 15.000 hombres. Era una fuerza de defensa, diseñada para mantener la ciudad de Amberes solamente. Aproximadamente 8000 hombres adicionales servían como guardias de otras fortalezas en el país, incluyendo Lieja.
Comandante: Teniente-General Alexis-Michel Eenens
Jefe de Estado Mayor: Coronel Henri Alexis Brialmont